# Kamień Rymański
Kamień Rymański (phát âm tiếng Ba Lan: [ˈkamjɛj̃ rɨˈmaj̃skʲi]; tiếng Đức: Hohenfier) là một ngôi làng thuộc khu hành chính của Gmina Rymań, thuộc hạt Kołobrzeg, West Pomeranian Voivodeship, ở phía tây bắc Ba Lan. Nó nằm khoảng 3 kilômét (2 mi) phía nam Rymań, 28 km (17 mi) về phía nam của Kołobrzeg và 84 km (52 mi) về phía đông bắc của thủ đô khu vực Szczecin.
Trước năm 1945, khu vực này là một phần của Đức. Đối với lịch sử của khu vực, xem Lịch sử của Pomerania.
Làng có dân số 50 người.